# Svintunaån

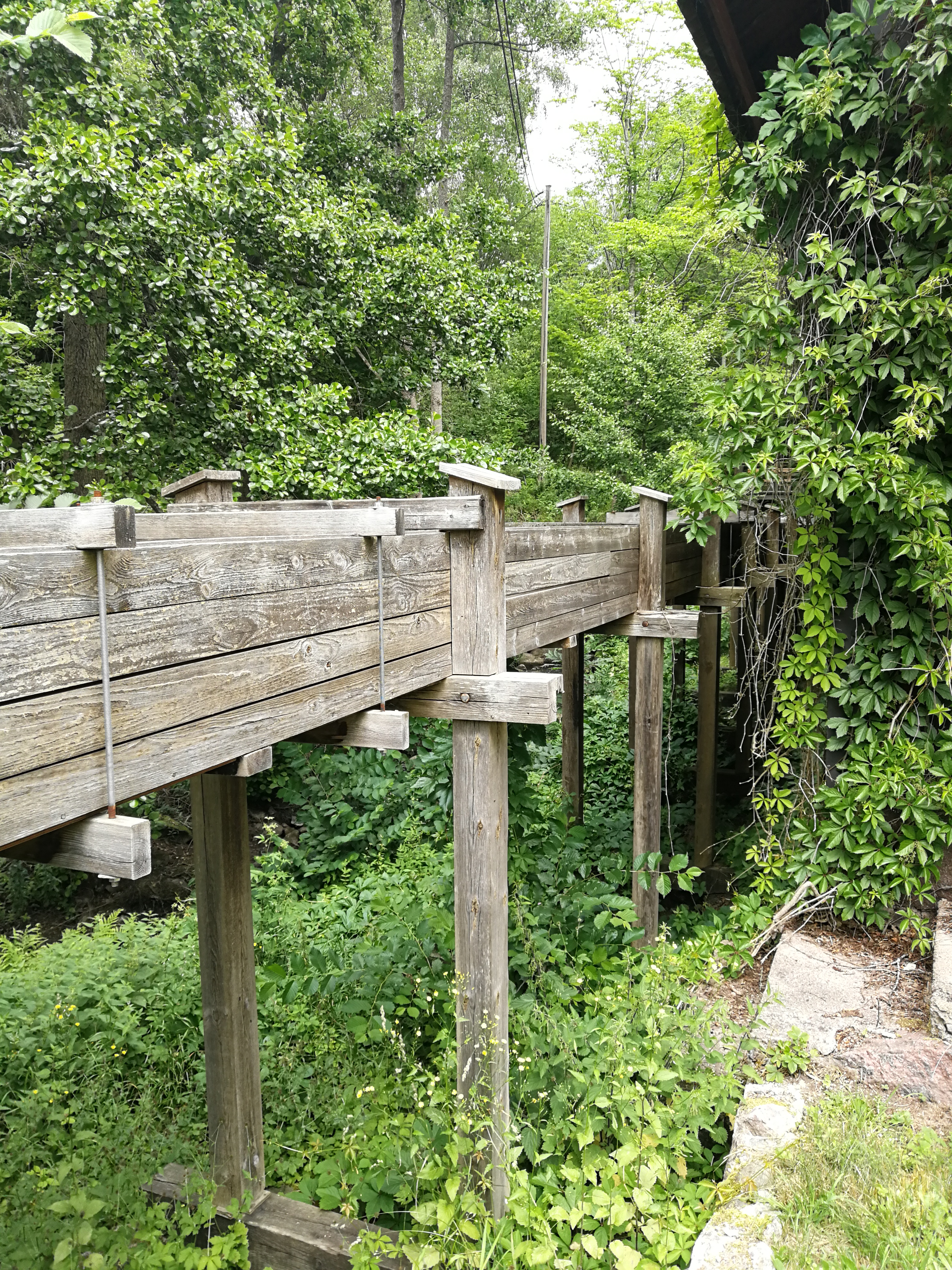
Svintuna kvarn vid Krokek, med Svintunaåns bäckravin strax under rännan.

Svintunaån är en mindre å i Östergötland. Den rinner den korta sträckan från Svinsjön i Krokek till Bråviken. Vid Svintuna kvarn bildar ådalen en ravin. Därifrån rinner vattnet till Tillföden till Svinsjön äro Svintunabäcken och Hyttabäcken. Svintunabäckens källsjö är Lilla Älgsjön i Kolmården och rinner via Böcksjön till Svinsjön.